# Schalcken the Painter
Schalcken the Painter è un film del 1979 diretto da Leslie Megahey e basato sulla vita del pittore olandese Godfried Schalcken, così come la immaginava lo scrittore Le Fanu.